# Jan Vančura (právník)
Jan Vančura (2. června 1895 Čáslav – 5. května 1959 Uherské Hradiště), byl československý právník, legionář, příslušník domácího i zahraničního odboje, generál justiční služby.

## Život
Po absolvování gymnázia byl zařazen do 12. pěšího polního pluku rakousko-uherské armády. V 1. světové válce byl dne 12. června 1916 (v hodnosti kadeta) zajat u Boroviči. Dne 29.7.1917 vstoupil do československých legií, a to do 8. střeleckého pluku, ve kterém setrval do 3.8.1920. Byl raněn. Po návratu do vlasti dělal právníka v Uherském Hradišti. Po obsazení Československa nacistickým Německem se zapojil do odboje, a to do v rámci odbojové organizace Obrana národa. V roce 1940 odešel do zahraničí, stal se vojákem československé zahraniční armády na Blízkém východě.
Po 2. světové válce byl plukovníkem justice. Dekretem presidenta republiky ze dne 19. února 1947 byl povýšen na generála justiční služby, a to s účinností od 1. dubna 1946. Po únoru 1948 byl propuštěn a perzekvován.
Byl nositelem mnoha československých a britských vyznamenání.
Dne 8. května 2025 byl in memoriam vyznamenán Křížem obrany státu ministra obrany České republiky.